# بتگرام، چارسده
بتگرام (به انگلیسی: Battagram) یک شهرک در پاکستان است که در شهرستان چهارسده واقع شده‌است.